# فرجينيا كارتر
فرجينيا كارتر هي فيزيائية كندية، ولدت في 1936 في أرفيدة ‏ في كندا.